# Nerocila bivittata
Nerocila bivittata es una especie de crustáceo isópodo marino de la familia Cymothoidae.

## Distribución geográfica
Es un ectoparásito de peces marinos del océano Atlántico nororiental y el mar Mediterráneo.